# Julia Neuberger
Pour les articles homonymes, voir Neuberger.
Julia Babette Sarah Neuberger (née Schwab ; le 27 février 1950) est membre de la Chambre des Lords britannique. Elle siège d'abord avec les libéraux démocrates, mais démissionne du parti et a rejoint les Crossbenchers en septembre 2011 en devenant le rabbin principal à temps plein de la West London Synagogue. Elle est présidente de l'University College London Hospitals (UCLH) en février 2019 ,.

## Jeunesse et éducation
Julia Schwab est née le 27 février 1950, fille de Walter et Liesel ("Alice") Schwab. Elle fréquente le South Hampstead High School et le Newnham College de Cambridge, où elle étudie d'abord l'assyriologie. Après s'être vue refuser l'entrée en Turquie, parce qu'elle est britannique, et en Irak, parce qu'elle est juive, elle doit changer de matière et commence à étudier l'hébreu, sa langue subsidiaire, à temps plein. Son maître de conférences à Cambridge, Nicholas de Lange, lui suggère de devenir rabbin. Elle obtient son diplôme rabbinique au Leo Baeck College de Londres, où elle enseigne de 1977 à 1997. Elle est chancelière de l'Université d'Ulster de 1994 à 2000.
Son père est né en Grande-Bretagne d'immigrants juifs allemands arrivés avant la Première Guerre mondiale. Sa mère est une réfugiée de l'Allemagne nazie, arrivée à l'âge de 22 ans en 1937. Le Schwab Trust est créé en leur nom, pour aider à soutenir et à éduquer les jeunes réfugiés et demandeurs d'asile.

## Rôles religieux
Neuberger est la deuxième femme rabbin de Grande-Bretagne, la première étant Jackie Tabick, et la première à avoir sa propre synagogue. Elle est rabbin de la synagogue libérale du sud de Londres de 1977 à 1989 et présidente de la synagogue libérale du centre-ouest. Le 1er février 2011, la West London Synagogue (une synagogue du Mouvement pour la réforme du judaïsme) annonce qu'elle est nommée rabbin principal de la synagogue. Elle prend sa retraite de son poste dans la West London Synagogue en mars 2020.
Elle apparaît également régulièrement dans la section Pause for Thought sur BBC Radio 2 .

## Activités publiques
Neuberger est présidente du Camden and Islington Community Health Services du NHS Trust de 1992 à 1997, et directrice générale du King's Fund de 1997 à 2004. Son livre, The Moral State We're In, une étude de la moralité et des politiques publiques dans la Grande-Bretagne moderne  (ISBN 0-00-718167-1), est publié en 2005. Le titre est une allusion au livre de Will Hutton de 1997, The State We're In.
Neuberger est candidate du Parti social-démocrate pour Tooting aux élections générales de 1983, arrivant troisième avec 8 317 voix (18,1 %).
Elle est nommée membre de l'Ordre de l'Empire britannique (DBE) dans les honneurs du nouvel an de 2003. En juin 2004, elle est créée pair à vie en tant que baronne Neuberger, de Primrose Hill dans le quartier londonien de Camden. Elle est porte-parole des libéraux-démocrates pour la santé de 2004 à 2007. Le 29 juin 2007, Neuberger est nommée par le nouveau Premier ministre Gordon Brown comme championne du gouvernement du volontariat ,. Elle démissionne des libéraux-démocrates en devenant rabbin principal de la West Lonfon Synagogue.

## Vie personnelle
Julia Schwab épouse le professeur Anthony Neuberger. Ils ont deux enfants adultes, un fils et une fille. Anthony Neuberger est le fils du professeur Albert Neuberger, et le frère des professeurs Michael et James Neuberger, ainsi que de David Neuberger, ancien président de la Cour suprême du Royaume-Uni.

## Engagement caritatif
En janvier 2013, Neuberger est nommée présidente d'une commission indépendante du Liverpool Care Pathway for the Dying Patient. L'impartialité de la nomination est remise en question par certaines des familles endeuillées, en raison de son approbation précédente de la voie, qui est écrite par le Dr John Ellershaw, directeur médical du Marie Curie Palliative Care Institute à Liverpool, dans un article du BMJ de 2003, et son soutien largement médiatisé à l'Institut Marie Curie. Les résultats de la commission sont publiés en juillet 2013 ; acceptant les recommandations de l'examen, le gouvernement conseille aux hôpitaux du NHS de supprimer progressivement l'utilisation du LCP.
Neuberger est élue vice-présidente d'Attend, un organisme de bienfaisance qui soutient et élargit les rôles que jouent les bénévoles dans la création de communautés saines, en 2006  et occupé le poste jusqu'en 2011.
Neuberger est nommée au conseil d'administration des assureurs-maladie irlandais Vhi Healthcare pour une période de cinq ans à partir de 2005 par Mary Harney, la Tánaiste et ministre de la Santé et des Enfants .
Neuberger est vice-présidente du Jewish Leadership Council .

## Publications
- The Story of Judaism (for children), 1986, 2nd edition 1988.
- Days of Decision (Edited four in series), 1987.
- Caring for Dying Patients of Different Faiths, 1987, 3rd edition 2004 (edited, with John A. White).
- A Necessary End, 1991.
- Whatever’s Happening to Women?, 1991.
- Ethics and Healthcare: the role of Research Ethics Committees in the UK, 1992.
- The Things That Matter (anthology of women's spiritual poetry, Edited by JN), 1993.
- On Being Jewish, 1995.
- Dying Well: a guide to enabling a better death, 1999, 2nd edition 2004.
- Hidden Assets: values and decision-making in the NHS today, (edition with Bill New), 2002.
- The Moral State We’re In, 2005.
- Report on Volunteering,  2008.
- Antisemitism: What it is; What it isn't and why it matters, 2019.